# Серхіо Ройтман
Серхіо Ройтман (ісп. Sergio Roitman; нар. 16 травня 1979) — колишній аргентинський тенісист.
Найвищу одиночну позицію світового рейтингу — 62 місце досяг 8 жовтня 2007, парну — 45 місце — 8 вересня 2008 року.
Здобув 2 парні титули.
Найвищим досягненням на турнірах Великого шолома був півфінал в парному розряді.
Завершив кар'єру 2009 року.

## Фінали турнірів ATP за кар'єру

### Парний розряд: 2 (2 перемоги)
| Легенда (парний розряд)         |
| ------------------------------- |
| Великий Шлем (0–0)              |
| Фінали Світового туру ATP (0–0) |
| Серія Мастерс ATP (0–0)         |
| Серія турнірів ATP (0–0)        |
| Світова серія ATP (2–0)         |

| Фінали за покриттям |
| ------------------- |
| Тверде (0–0)        |
| Ґрунт (2–0)         |
| Трава (0–0)         |
| Килим (0–0)         |

| Фінали за типом корту |
| --------------------- |
| Відкритий (2–0)       |
| Закритий (0–0)        |

| Результат | W–L | Дата     | Турнір                                          | Рівень        | Покриття | Партнер        | Суперники                          | Рахунок       |
| --------- | --- | -------- | ----------------------------------------------- | ------------- | -------- | -------------- | ---------------------------------- | ------------- |
| Перемога  | 1–0 | Лип 2000 | Амстердам, Нідерланди                           | Світова серія | Ґрунт    | Андрес Шнейтер | Едвін Кемпес Денніс ван Схеппінген | 4–6, 6–4, 6–1 |
| Перемога  | 2–0 | Лип 2001 | Відкритий чемпіонат Хорватії з тенісу, Хорватія | Світова серія | Ґрунт    | Андрес Шнейтер | Іван Любичич Ловро Зовко           | 6–2, 7–5      |

## Фінали ATP Челленджер і ITF Ф'ючерс

### Одиночний розряд: 32 (17–15)
| Легенда                |
| ---------------------- |
| ATP Челленджер (10–10) |
| ITF Ф'ючерс (7–5)      |

| Фінали за покриттям |
| ------------------- |
| Тверде (1–0)        |
| Ґрунт (16–15)       |
| Трава (0–0)         |
| Килим (0–0)         |

| Результат | W–L   | Дата     | Турнір                             | Рівень     | Покриття | Суперник                   | Рахунок                 |
| --------- | ----- | -------- | ---------------------------------- | ---------- | -------- | -------------------------- | ----------------------- |
| Перемога  | 1–0   | Лип 1998 | Бразилія F1, Лондрина              | Ф'ючерс    | Ґрунт    | Паулу Тайшер               | 6–3, 6–4                |
| Поразка   | 1–1   | Сер 1998 | Еквадор F1, Гуаякіль               | Ф'ючерс    | Ґрунт    | Луїс Орна                  | 1–6, 6–7                |
| Поразка   | 1–2   | Сер 1998 | Еквадор F3, Ібарра (місто)         | Ф'ючерс    | Ґрунт    | Мігель Тобон               | 1–6, 2–6                |
| Перемога  | 2–2   | Лис 1998 | Парагвай F2, Асунсьйон             | Ф'ючерс    | Ґрунт    | Алехандро Арамбуру Акунья  | 6–1, 6–3                |
| Перемога  | 3–2   | Лис 1998 | Парагвай F3, Асунсьйон             | Ф'ючерс    | Ґрунт    | Іван Родріго-Марін         | 6–2, 2–6, 6–3           |
| Перемога  | 4–2   | Вер 1999 | Перу F3, Ліма                      | Ф'ючерс    | Ґрунт    | Солон Пеппас               | 6–3, 7–5                |
| Поразка   | 4–3   | Жов 1999 | Болівія F2, Кочабамба              | Ф'ючерс    | Ґрунт    | Родріго Сердера            | 6–3, 3–6, 5–7           |
| Поразка   | 4–4   | Лис 1999 | Аргентина F5, Ланус                | Ф'ючерс    | Ґрунт    | Маріано Дельфіно           | 6–7, 3–6                |
| Перемога  | 5–4   | Кві 2000 | Чилі F4, Сантьяго                  | Ф'ючерс    | Ґрунт    | Маурісіо Хадад             | 6–4, 6–3                |
| Перемога  | 6–4   | Тра 2000 | Чилі F6, Сантьяго                  | Ф'ючерс    | Ґрунт    | Адріан Гарсія              | 6–3, 6–3                |
| Перемога  | 7–4   | Тра 2000 | Аргентина F4, Мендоса (Аргентина)  | Ф'ючерс    | Ґрунт    | Хосе Акасусо               | 1–6, 7–6(7–2), 6–2      |
| Поразка   | 7–5   | Сер 2000 | Брессаноне, Італія                 | Челленджер | Ґрунт    | Франтішек Чермак           | 7–5, 4–6, 1–6           |
| Поразка   | 7–6   | Кві 2001 | Аргентина F3, Санта-Фе (Аргентина) | Ф'ючерс    | Ґрунт    | Леонардо Ольгін            | 6–1, 2–6, 5–7           |
| Поразка   | 7–7   | Сер 2001 | Бразиліа, Бразилія                 | Челленджер | Ґрунт    | Гастон Етліс               | 5–7, 3–6                |
| Перемога  | 8–7   | Сер 2002 | Санкт-Петербург, Росія             | Челленджер | Ґрунт    | Андрій Столяров            | 7–6(7–3), 6–2           |
| Перемога  | 9–7   | Бер 2003 | Шербур, Франція                    | Челленджер | Тверде   | Рафаель Надаль             | 6–3, 5–7, 6–4           |
| Поразка   | 9–8   | Кві 2004 | Сан-Луїс-Потосі, Мексика           | Челленджер | Ґрунт    | Маріано Дельфіно           | 4–6, 4–6                |
| Перемога  | 10–8  | Чер 2005 | Барселона, Іспанія                 | Челленджер | Ґрунт    | Теймураз Габашвілі         | 6–2, 6–3                |
| Перемога  | 11–8  | Вер 2005 | Фройденштадт, Німеччина            | Челленджер | Ґрунт    | Флавіо Чіполла             | 7–5, 6–4                |
| Поразка   | 11–9  | Кві 2006 | Агуаскальєнтес, Мексика            | Челленджер | Ґрунт    | Хуан Мартін дель Потро     | 6–3, 4–6, 3–6           |
| Поразка   | 11–10 | Лип 2006 | Реджо-нель-Емілія, Італія          | Челленджер | Ґрунт    | Олів'є Пасьянс             | 4–6, 7–5, 2–6           |
| Поразка   | 11–11 | Сер 2006 | Сан-Марино, Сан-Марино             | Челленджер | Ґрунт    | Альберт Монтаньєс          | 6–7(5–7), 7–6(7–5), 3–6 |
| Перемога  | 12–11 | Лис 2006 | Аракажу, Бразилія                  | Челленджер | Ґрунт    | Борис Пашанський           | 6–1, 6–3                |
| Перемога  | 13–11 | Лис 2006 | Гуаякіль, Еквадор                  | Челленджер | Ґрунт    | Маріано Сабалета           | 6–3, 4–6, 6–1           |
| Перемога  | 14–11 | Чер 2007 | Простейов, Чехія                   | Челленджер | Ґрунт    | Флоріан Маєр (тенісист)    | 7–6(7–1), 6–4           |
| Перемога  | 15–11 | Вер 2007 | Щецин, Польща                      | Челленджер | Ґрунт    | Іво Мінарж                 | 6–2, 7–5                |
| Перемога  | 16–11 | Лис 2007 | Буенос-Айрес, Аргентина            | Челленджер | Ґрунт    | Маркуш Даніел              | 6–1, 6–4                |
| Поразка   | 16–12 | Чер 2008 | Брауншвейг, Німеччина              | Челленджер | Ґрунт    | Ніколя Девільдер           | 4–6, 4–6                |
| Поразка   | 16–13 | Сер 2008 | Ґрац, Австрія                      | Челленджер | Ґрунт    | Жеремі Шарді               | 2–6, 1–6                |
| Перемога  | 17–13 | Лис 2008 | Гуаякіль, Еквадор                  | Челленджер | Ґрунт    | Бріан Дабуль               | 7–6, 6–4                |
| Поразка   | 17–14 | Лис 2008 | Медельїн, Колумбія                 | Челленджер | Ґрунт    | Леонардо Маєр              | 4–6, 5–7                |
| Поразка   | 17–15 | Лис 2008 | Ліма, Перу                         | Челленджер | Ґрунт    | Мартін Вассальйо Аргуельйо | 2–6, 6–4, 4–6           |

### Парний розряд: 48 (29–19)
| Легенда                |
| ---------------------- |
| ATP Челленджер (23–17) |
| ITF Ф'ючерс (6–2)      |

| Фінали за покриттям |
| ------------------- |
| Тверде (0–2)        |
| Ґрунт (29–17)       |
| Трава (0–0)         |
| Килим (0–0)         |

| Результат | W–L   | Дата     | Турнір                             | Рівень     | Покриття | Партнер                   | Суперники                                | Рахунок                 |
| --------- | ----- | -------- | ---------------------------------- | ---------- | -------- | ------------------------- | ---------------------------------------- | ----------------------- |
| Поразка   | 0–1   | Сер 1998 | Еквадор F1, Гуаякіль               | Ф'ючерс    | Ґрунт    | Родріго Пена              | Луїс Орна Руді Рейк                      | 4–6, 1–6                |
| Перемога  | 1–1   | Сер 1999 | Уругвай F2, Jose-Ignacio           | Ф'ючерс    | Ґрунт    | Андрес Сінгман            | Патрісіо Аркес Еміліано Редонді          | 6–3, 6–1                |
| Перемога  | 2–1   | Вер 1999 | Перу F2, Ліма                      | Ф'ючерс    | Ґрунт    | Енцо Артоні               | Іван Міранда Амеріко Венеро              | 6–4, 6–2                |
| Поразка   | 2–2   | Жов 1999 | Болівія F2, Кочабамба              | Ф'ючерс    | Ґрунт    | Родріго Пена              | Адріан Гарсія Хайме Фійоль               | 3–6, 6–4, 3–6           |
| Перемога  | 3–2   | Жов 1999 | Парагвай F3, Асунсьйон             | Ф'ючерс    | Ґрунт    | Енцо Артоні               | Даніель Карассіоло Леонардо Ольгін       | 6–4, 6–4                |
| Перемога  | 4–2   | Бер 2000 | Чилі F2, Темуко                    | Ф'ючерс    | Ґрунт    | Едуардо Медіка            | Алехандро Олівера Жуліо Сілва            | 6–4, 6–4                |
| Перемога  | 5–2   | Бер 2000 | Чилі F3, Сантьяго                  | Ф'ючерс    | Ґрунт    | Едуардо Медіка            | Адріану Феррейра Флавіо Саретта          | 6–3, 6–2                |
| Перемога  | 6–2   | Тра 2000 | Аргентина F4, Мендоса (Аргентина)  | Ф'ючерс    | Ґрунт    | Хуан Пабло Гусман         | Хуан Пабло Бжезіцькі Мігель Міранда      | 6–3, 6–4                |
| Перемога  | 7–2   | Сер 2000 | Сопот (Польща), Польща             | Челленджер | Ґрунт    | Андрес Шнейтер            | Оскар Енандес Херман Пуентес Альканьїс   | 6–4, 6–2                |
| Перемога  | 8–2   | Вер 2000 | Будапешт, Угорщина                 | Челленджер | Ґрунт    | Андрес Шнейтер            | Давід Мікета Давід Шкох                  | 6–3, 6–3                |
| Перемога  | 9–2   | Вер 2000 | Скоп'є, Республіка Македонія       | Челленджер | Ґрунт    | Енцо Артоні               | Деян Петрович Себастьян Прієто           | 7–5, 5–7, 6–3           |
| Поразка   | 9–3   | Лис 2000 | Буенос-Айрес, Аргентина            | Челленджер | Ґрунт    | Андрес Шнейтер            | Лукас Арнольд Кер Пабло Альбано          | 3–6, 6–4, 2–6           |
| Перемога  | 10–3  | Кві 2001 | Сан-Луїс-Потосі, Мексика           | Челленджер | Ґрунт    | Едгардо Масса             | Пол Генлі Натан Гілі                     | 6–4, 5–7, 7–6(7–3)      |
| Перемога  | 11–3  | Тра 2001 | Будапешт, Угорщина                 | Челленджер | Ґрунт    | Даніел Мело               | Джордан Керр Дамін Робертс               | 6–2, 6–4                |
| Поразка   | 11–4  | Лип 2001 | Будайорш, Угорщина                 | Челленджер | Ґрунт    | Андрес Шнейтер            | Петр Дезорт Радомир Вашек                | 3–6, 7–5, 6–7(6–8)      |
| Поразка   | 11–5  | Сер 2001 | Рібейран-Прету, Бразилія           | Челленджер | Ґрунт    | Андрес Шнейтер            | Адріану Феррейра Антоніо Пріето          | 1–6, 7–6(8–6), 4–6      |
| Поразка   | 11–6  | Тра 2002 | Рим, Італія                        | Челленджер | Ґрунт    | Андрес Шнейтер            | Габріель Тріфу Володимир Волчков         | 1–6, 2–6                |
| Поразка   | 11–7  | Чер 2002 | Вайден (Верхній Пфальц), Німеччина | Челленджер | Ґрунт    | Андрес Шнейтер            | Єнс Кніппшильд Душан Вемич               | 6–7(5–7), 2–6           |
| Поразка   | 11–8  | Лип 2002 | Оберштауфен, Німеччина             | Челленджер | Ґрунт    | Патрісіо Аркес            | Хайме Фійоль Рікарду Шлахтер             | 2–6, 4–6                |
| Перемога  | 12–8  | Вер 2002 | Бриндізі, Італія                   | Челленджер | Ґрунт    | Маріано Дельфіно          | Марк Лопес Таррес Сальвадор Наварро      | 7–6(7–4), 6–7(3–7), 6–4 |
| Перемога  | 13–8  | Вер 2002 | Будапешт, Угорщина                 | Челленджер | Ґрунт    | Пол Бакканелло            | Ян Фруде Андерсен Олівер Гросс           | 6–4, 6–7(5–7), 6–5 ret. |
| Перемога  | 14–8  | Вер 2002 | Мая (Португалія), Португалія       | Челленджер | Ґрунт    | Себастьян Прієто          | Пол Бакканелло Тодд Перрі                | 6–4, 6–4                |
| Поразка   | 14–9  | Лис 2002 | Сан-Паулу, Бразилія                | Челленджер | Ґрунт    | Луїс Орна                 | Маріано Худ Себастьян Прієто             | 3–6, 4–6                |
| Поразка   | 14–10 | Лис 2002 | Ноксвілл, США                      | Челленджер | Тверде   | Г'юго Армандо             | Дмитро Турсунов Мартін Веркерк           | 3–6, 4–6                |
| Перемога  | 15–10 | Бер 2003 | Барлетта, Італія                   | Челленджер | Ґрунт    | Себастьян Прієто          | Массімо Бертоліні Джорджо Галімберті     | 6–3, 3–6, 6–3           |
| Поразка   | 15–11 | Чер 2003 | Простейов, Чехія                   | Челленджер | Ґрунт    | Рубен Рамірес Ідальго     | Ярослав Левинський Давід Шкох            | 2–6, 2–6                |
| Поразка   | 15–12 | Жов 2003 | Севілья, Іспанія                   | Челленджер | Ґрунт    | Енцо Артоні               | Оскар Енандес Альберт Портас             | 4–6, 6–4, 4–6           |
| Поразка   | 15–13 | Жов 2003 | Барселона, Іспанія                 | Челленджер | Ґрунт    | Енцо Артоні               | Хуан Ігнасіо Карраско Маріано Дельфіно   | 5–7, 3–6                |
| Перемога  | 16–13 | Вер 2004 | Київ, Україна                      | Челленджер | Ґрунт    | Альберт Портас            | Ігор Куніцин Юрій Щукін                  | 6–1, 6–1                |
| Перемога  | 17–13 | Лис 2004 | Богота, Колумбія                   | Челленджер | Ґрунт    | Сантьяго Вентура Бертомеу | Річард Баркер Франк Мозер                | 7–5, 6–4                |
| Поразка   | 17–14 | Гру 2004 | Гвадалахара (Мексика), Мексика     | Челленджер | Ґрунт    | Рубен Рамірес Ідальго     | Алехандро Ернандес Сантьяго Гонсалес     | 6–7(5–7), 6–1, 3–6      |
| Поразка   | 17–15 | Бер 2005 | Салінас, Еквадор                   | Челленджер | Тверде   | Хуан Пабло Гусман         | Хуан Пабло Бжезіцькі Крістіан Вільяґран  | 2–6, 4–6                |
| Перемога  | 18–15 | Тра 2005 | Турин, Італія                      | Челленджер | Ґрунт    | Франко Феррейро           | Франческо Альді Алессіо ді Мауро         | 6–7(4–7), 7–5, 7–6(7–2) |
| Перемога  | 19–15 | Вер 2005 | Генуя, Італія                      | Челленджер | Ґрунт    | Леонардо Аццаро           | Марко Педріні Андреа Стоппіні            | 6–1, 6–4                |
| Перемога  | 20–15 | Вер 2005 | Будапешт, Угорщина                 | Челленджер | Ґрунт    | Леонардо Аццаро           | Філіпп Пецшнер Ларс Юбель                | 6–3, 5–7, 6–3           |
| Перемога  | 21–15 | Лис 2005 | Аракажу, Бразилія                  | Челленджер | Ґрунт    | Максімо Гонсалес          | Карлос Берлок Мартін Вассальйо Аргуельйо | 6–4, 6–7(7–9), 6–3      |
| Перемога  | 22–15 | Січ 2006 | Сантьяго, Чилі                     | Челленджер | Ґрунт    | Максімо Гонсалес          | Хорхе Агілар Феліпе Парада               | 6–4, 6–3                |
| Перемога  | 23–15 | Кві 2006 | Флоріанополіс, Бразилія            | Челленджер | Ґрунт    | Максімо Гонсалес          | Тьяго Алвес (тенісист) Жуліо Сілва       | 6–2, 3–6, [10–5]        |
| Поразка   | 23–16 | Тра 2006 | Прага, Чехія                       | Челленджер | Ґрунт    | Рамон Дельгадо            | Петр Пала Давід Шкох                     | 0–6, 0–6                |
| Поразка   | 23–17 | Чер 2006 | Лугано, Швейцарія                  | Челленджер | Ґрунт    | Леонардо Аццаро           | Олівер Марах Джорджо Галімберті          | 5–7, 3–6                |
| Поразка   | 23–18 | Чер 2006 | Брауншвейг, Німеччина              | Челленджер | Ґрунт    | Максімо Гонсалес          | Томас Беренд Крістофер Кас               | 6–7(5–7), 4–6           |
| Перемога  | 24–18 | Сер 2006 | Сан-Марино, Сан-Марино             | Челленджер | Ґрунт    | Максімо Гонсалес          | Жером Енель Жюльєн Жанп'єр               | 6–3, 6–4                |
| Перемога  | 25–18 | Жов 2006 | Монтевідео, Уругвай                | Челленджер | Ґрунт    | Максімо Гонсалес          | Гільєрмо Каньяс Мартін Гарсія            | 6–3, 7–6(7–5)           |
| Перемога  | 26–18 | Лис 2006 | Аракажу, Бразилія                  | Челленджер | Ґрунт    | Максімо Гонсалес          | Томас Беренд Марсель Гранольєрс          | 7–6(8–6), 3–6, [10–6]   |
| Перемога  | 27–18 | Тра 2008 | Бордо, Франція                     | Челленджер | Ґрунт    | Дієго Гартфілд            | Томаш Беднарек Душан Вемич               | 6–4, 6–4                |
| Поразка   | 27–19 | Чер 2009 | Лугано, Швейцарія                  | Челленджер | Ґрунт    | Максімо Гонсалес          | Жан-Жульєн Роєр Юган Брунстрем           | без гри                 |
| Перемога  | 28–19 | Лип 2009 | Познань, Польща                    | Челленджер | Ґрунт    | Александре Сідоренко      | Міхаель Кольманн Рогір Вассен            | 6–4, 6–4                |
| Перемога  | 29–19 | Жов 2009 | Буенос-Айрес, Аргентина            | Челленджер | Ґрунт    | Бріан Дабуль              | Максімо Гонсалес Лукас Арнольд Кер       | 6–7(4–7), 6–0, [10–8]   |

## Досягнення
| W | Ф | ПФ | ЧФ | #Р | КТ | К# | DNQ | A | NH |

### Одиночний розряд
| Турніри Великого шлему                 |     |     |     |     |     |     |     |     |     |        |      |     |
| Відкритий чемпіонат Австралії з тенісу | К2р | К1р |     | К1р |     |     | 1р  | 1р  |     | 0 / 2  | 0–2  | 0%  |
| Відкритий чемпіонат Франції з тенісу   |     |     | 1р  | К1р | К2р | 1р  | 1р  | 1р  | 1р  | 0 / 5  | 0–5  | 0%  |
| Вімблдонський турнір                   | К1р | К2р |     | К2р | К1р |     | 1р  | 1р  | 1р  | 0 / 3  | 0–3  | 0%  |
| Відкритий чемпіонат США з тенісу       |     |     | К2р | К1р | К1р |     | 1р  | 1р  |     | 0 / 2  | 0–2  | 0%  |
| В-П                                    | 0–0 | 0–0 | 0–1 | 0–0 | 0–0 | 0–1 | 0–4 | 0–4 | 0–2 | 0 / 12 | 0–12 | 0%  |
| Тур ATP Мастерс 1000                   |     |     |     |     |     |     |     |     |     |        |      |     |
| Індіан-Веллс                           |     |     |     |     |     | К1р | 1р  | 1р  |     | 0 / 2  | 0–2  | 0%  |
| Відкритий чемпіонат Маямі з тенісу     |     |     |     |     |     |     | 1р  | 1р  |     | 0 / 2  | 0–2  | 0%  |
| Монте-Карло                            |     |     |     |     |     |     | 2р  |     |     | 0 / 1  | 1–1  | 50% |
| В-П                                    | 0–0 | 0–0 | 0–0 | 0–0 | 0–0 | 0–0 | 1–3 | 0–2 | 0–0 | 0 / 5  | 1–5  | 17% |

### Парний розряд
| Турніри Великого шлему                 |     |     |     |     |     |     |     |     |     |        |       |     |
| Відкритий чемпіонат Австралії з тенісу | 1р  | 1р  |     |     |     |     | 2р  | 1р  |     | 0 / 4  | 1–4   | 20% |
| Відкритий чемпіонат Франції з тенісу   | 1р  | 3р  | 2р  |     |     |     | 2р  | 2р  | 2р  | 0 / 6  | 6–6   | 50% |
| Вімблдонський турнір                   | 1р  | 1р  | 1р  |     |     |     |     |     | 1р  | 0 / 4  | 0–4   | 0%  |
| Відкритий чемпіонат США з тенісу       | 2р  |     |     |     |     |     | 1р  | ПФ  | 1р  | 0 / 4  | 5–4   | 56% |
| В-П                                    | 1–4 | 2–3 | 1–2 | 0–0 | 0–0 | 0–0 | 2–3 | 5–3 | 1–3 | 0 / 18 | 12–18 | 40% |